# Kumu (Museum)

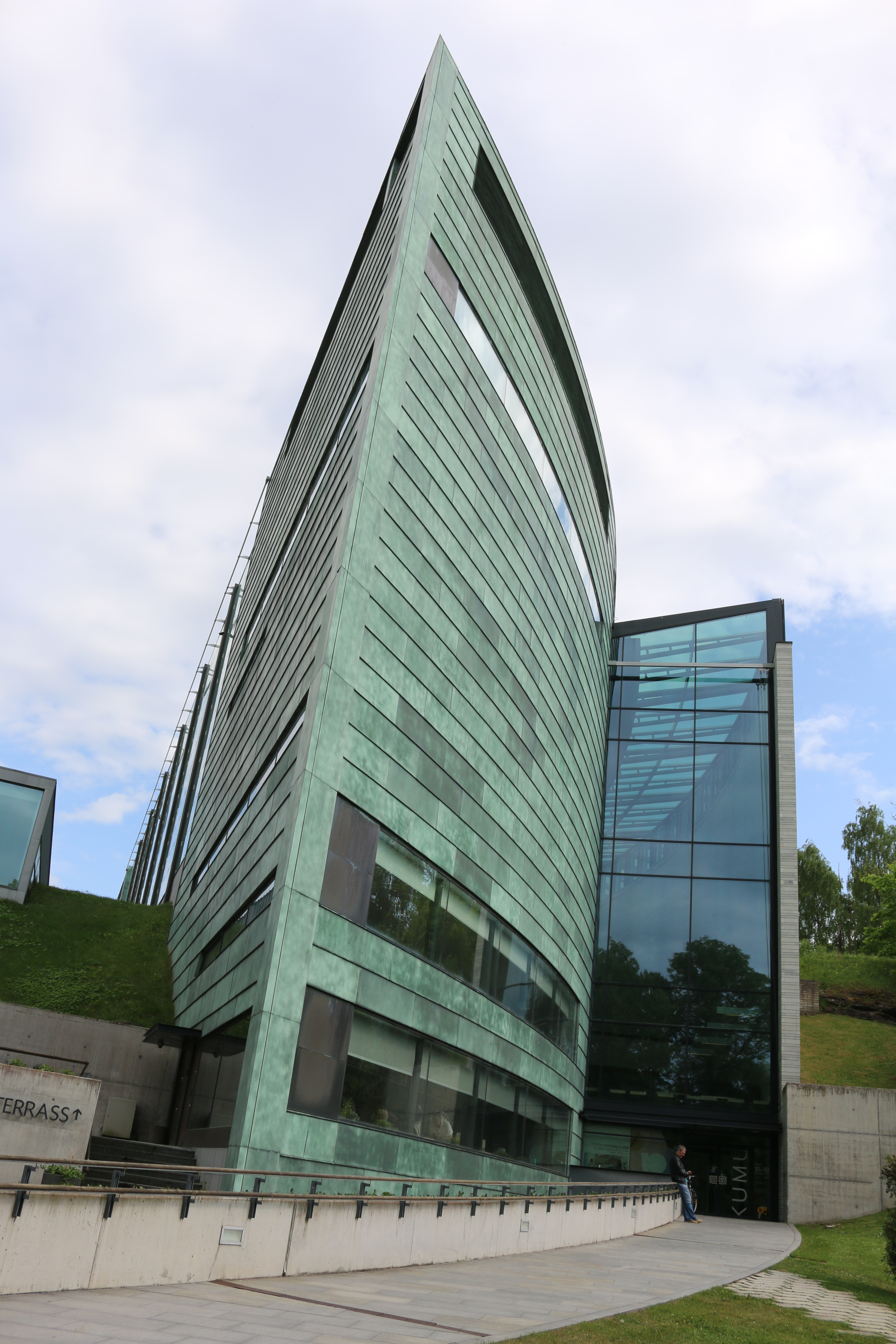
KUMU

Das Kumu (estnischsprachige Abkürzung für Kunstimuuseum) ist ein Kunstmuseum im Tallinner Stadtteil Kadriorg. Es ist das größte und modernste Kunstmuseum in den baltischen Staaten und eines der größten in Nordeuropa.
Das Museum wurde im Februar 2006 nach einer Bauzeit von drei Jahren eingeweiht. Seine Ausstellungsfläche beträgt 5000 m², der Gesamtkomplex 20 Hektar. Architekt ist der Finne Pekka Vapaavuori, der die entsprechende Ausschreibung bereits im Jahr 1994 gewonnen hatte. Die Baukosten betrugen 50 Millionen Euro.
Das siebenstöckige Museum zeigt neben Wechselausstellungen eine ständige Ausstellung. Sie umfasst estnische Kunst seit dem 18. Jahrhundert. Ein eigener Bereich wird dem Sozialistischen Realismus während der sowjetischen Besetzung Estlands (1940–1991) und non-konformistischer sowjetischer Kunst gewidmet.
Das Kumu besitzt keine großen Werke der internationalen Kunstszene, sondern zeigt in seiner permanenten Ausstellung estnische Ausprägungen der wesentlichen europäischen Kunstepochen der Neuzeit. Damit bietet es eine bemerkenswerte und umfangreiche Darstellung baltischer Kunst. Eindrucksvoll ist eine Installation mit Dutzenden sprechender Büsten.
Im Jahr 2008 wurde das Kumu zum europäischen Museum des Jahres gewählt.
In dem Museum befinden sich neben einem Restaurant, Vortragssälen und einem Museumsladen auch die Verwaltungsräume des Estnischen Kunstmuseums (EKM). Dieses umfasst neben dem Kumu die Tallinner Museen Schloss Kadriorg, Mikkel-Museum, Niguliste-Museum, Adamson-Eric-Museum und Kristjan-Raud-Museum.

## Sonderausstellung
Im Rahmen der Veranstaltungen zum Jahr der Kulturhauptstadt Europas 2011 in Tallinn zeigte das Goethe-Institut zusammen mit dem KUMU und anderen Institutionen die Ausstellung gateways vom Mai bis September des Jahres im Museum.

## Sammlung

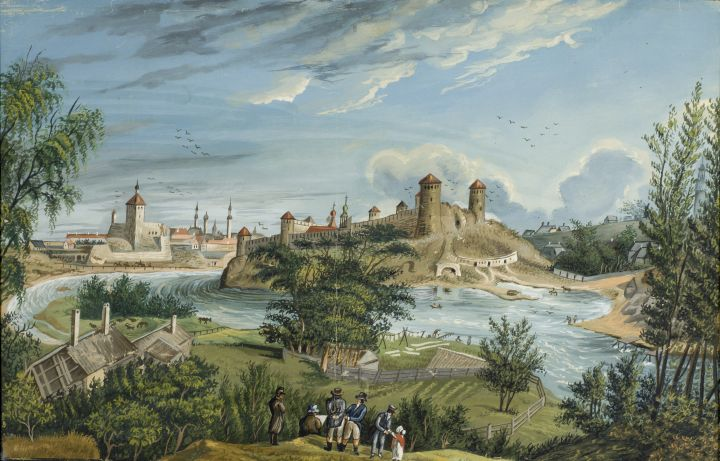
Ansicht von Narva, Gouache, 1812
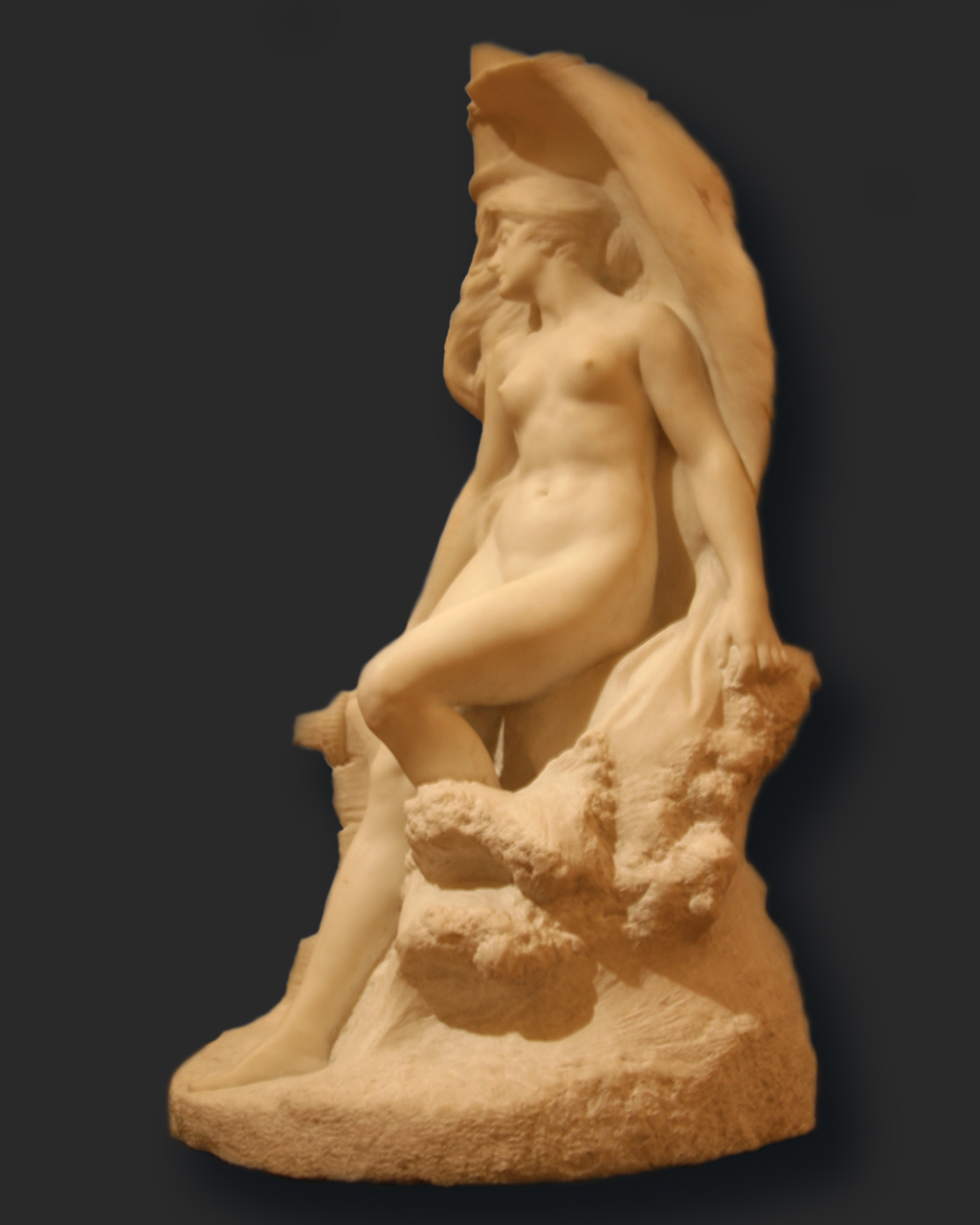
Hukkuva laeva viimane ohe, Amandus Adamson, 1899
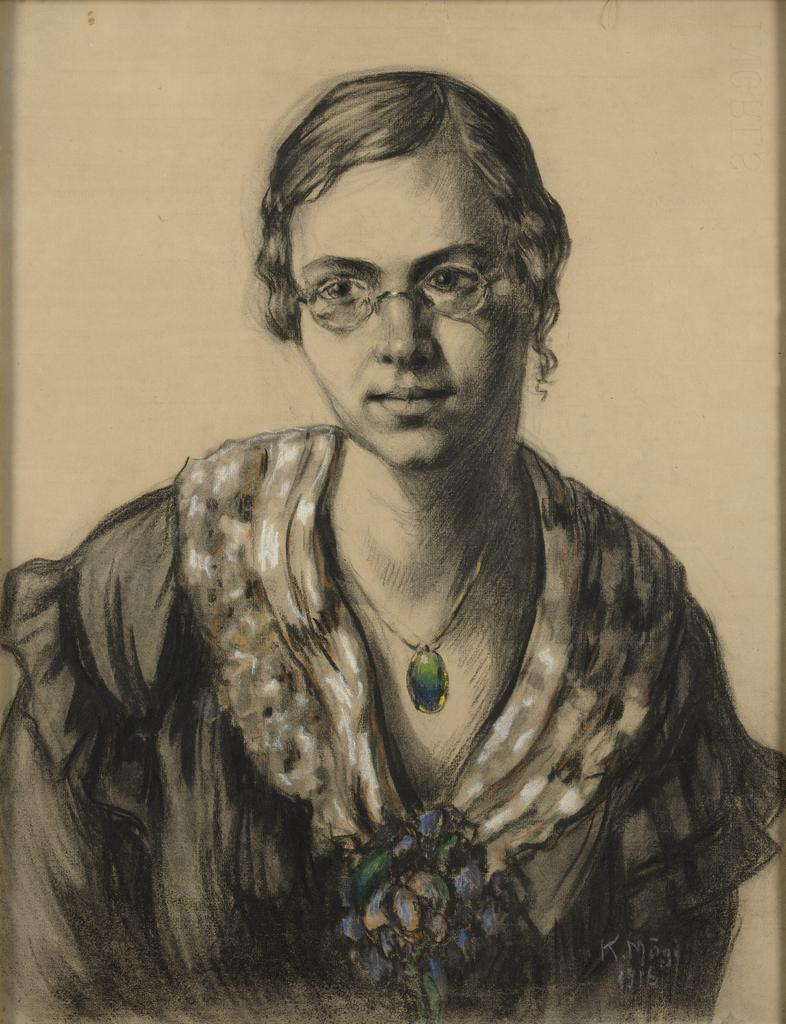
Portrait von Marie Reisik, Kohle und Pastell, Konrad Mägi (1878–1925)
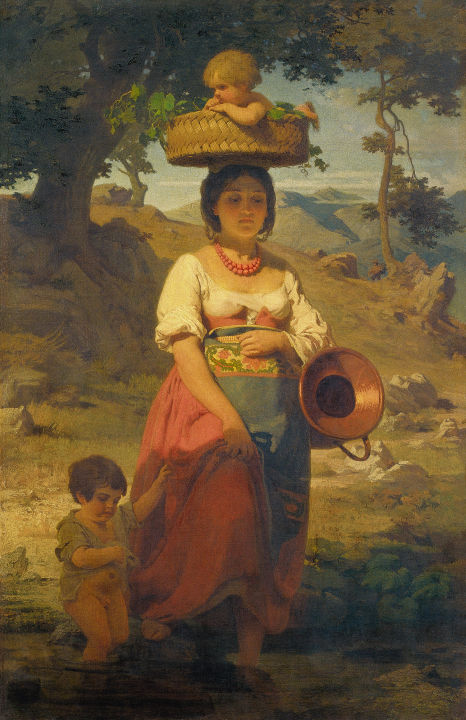
Johann Köler, Italienische Frau mit Kindern am Fluss, 1862